# Мецано Скоти (Пјаченца)
Мецано Скоти је насеље у Италији у округу Пјаченца, региону Емилија-Ромања.
Према процени из 2011. у насељу је живело 175 становника. Насеље се налази на надморској висини од 260 м.